# Boris Gudź
Boris Ignatjewicz Gudź (ros. Борис Игнатьевич Гудзь; ur. 19 sierpnia 1902 w Ufie, zm. 27 grudnia 2006 w Moskwie) – radziecki funkcjonariusz aparatu bezpieczeństwa, agent OGPU; był ostatnim żyjącym weteranem rewolucji październikowej.
W działalność bolszewicką zaangażował się po aresztowaniu ojca za działalność rewolucyjną. Był uczestnikiem rewolucji październikowej w 1917 i wojny domowej w Rosji jako żołnierz Armii Czerwonej. W międzyczasie został wciągnięty do pracy wywiadowczej przez przyjaciela swojego ojca Artura Artuzowa, szefa wywiadu i kontrwywiadu OGPU. W ramach pracy wywiadowczej miał za zadanie przeniknięcie w struktury ruchu antybolszewickiego oraz rozpracowanie zachodnich szpiegów. W późniejszym czasie wziął udział w operacji sił bezpieczeństwa w celu rozbrojenia antybolszewickich bojowników w Czeczenii i Dagestanie w 1920. Później został mianowany szefem departamentu wywiadu OGPU i kontrwywiadu we wschodniej Syberii, a następnie w Japonii, gdzie przebywał z misją wywiadowczą w Tokio od 1934. Usunięty z pracy i partii podczas wielkiej czystki w 1937.
Pochowany na Cmentarzu Nowodziewiczym w Moskwie.